# 施文嫩茨湖
53°22′55″N 14°20′41″E / 53.38194°N 14.34472°E
施文嫩茨湖（德語：Schwennenzer See），是德國的湖泊，位於該國東北部梅克倫堡-前波美拉尼亞州，由前波美拉尼亞-格賴夫斯瓦爾德縣負責管轄，長0.8公里、寬0.4公里，面積0.11平方公里，海拔高度25米，最大水深4米。